# Georg Frisch
Georg Frisch (erwähnt ab 1606; † 1620) war ein Kunsttischler und Altarbauer in Linz.
Georg Frisch wird erstmals bezeugt bei seiner Heirat im Jahr 1606. 1617 schloss er mit Georg II. Grill, Abt des Zisterzienserklosters Wilhering, einen Vertrag über fünf Altäre ab. 1620 lieferte er zwei Särge für den Adligen Hans Erenreich Jörger. Dazu schuf er für die Leichenfeier Schragen und Stützen und besserte Stühle und Tafeln aus.
Der Altarbauer und Kunsttischler Andreas Frisch war vermutlich sein Sohn, denn dieser tritt als Besitzer einer Liegenschaft in Linz auf, die zuvor Georg Frisch gehört hat. Damit wäre Georg Frisch der Stammvater einer Kunsttischler- und Bildhauerdynastie, die sich über mindestens vier Generationen nachweisen lässt.